# Lorenzo De Antiquis
Lorenzo De Antiquis (Savignano sul Rubicone, 3 marzo 1909 – Dovadola, 19 marzo 1999) è stato un cantastorie italiano.
È stato il fondatore nel 1947 dell'Associazione Italiana Cantastorie Ambulanti (AICA).
Nel 1972, a Bologna, è stato insignito del titolo di Trovatore d'Italia. Per ricordare il valore di questo grande artista e interprete della cultura popolare nazionale il Comune di Forlì gli ha dedicato un Parco.
Nel 1948, a Bologna, insieme ai soci dell'Associazione Piccoli commercianti, fondò l'Associazione Italiana Venditori Ambulanti (ANVA) e pochi anni dopo in collaborazione con la figlia Maruska De Antiquis, fu tra i fondatori dell'Associazione Italiana Spettacoli Viaggianti Ambulanti (ANSVA). Ambedue le associazioni entrarono poi a far parte della Confesercenti.